# Kanton Marans
Der Kanton Marans ist ein französischer Kanton im Département Charente-Maritime und in der Region Nouvelle-Aquitaine. Er umfasst 20 Gemeinden im Arrondissement La Rochelle. Im Rahmen der landesweiten Neuordnung der französischen Kantone wurde er im Frühjahr 2015 erheblich erweitert.

## Gemeinden
Der Kanton besteht aus 20 Gemeinden mit insgesamt 32.371 Einwohnern (Stand: 1. Januar 2022) auf einer Gesamtfläche von 440,48 km²:
| Gemeinde               | Einwohner 1. Januar 2022 | Fläche km² | Dichte Einw./km² | Code INSEE | Postleitzahl |
| ---------------------- | ------------------------ | ---------- | ---------------- | ---------- | ------------ |
| Andilly                | 2.314                    | 28,63      | 81               | 17008      | 17230        |
| Angliers               | 1.366                    | 10,74      | 127              | 17009      | 17540        |
| Benon                  | 1.811                    | 46,62      | 39               | 17041      | 17170        |
| Charron                | 2.014                    | 37,54      | 54               | 17091      | 17230        |
| Courçon                | 2.081                    | 19,11      | 109              | 17127      | 17170        |
| Cramchaban             | 648                      | 16,06      | 40               | 17132      | 17170        |
| Ferrières              | 1.459                    | 7,59       | 192              | 17158      | 17170        |
| La Grève-sur-Mignon    | 568                      | 11,48      | 49               | 17182      | 17170        |
| La Laigne              | 494                      | 4,26       | 116              | 17201      | 17170        |
| La Ronde               | 1.005                    | 20,79      | 48               | 17303      | 17170        |
| Le Gué-d’Alleré        | 1.040                    | 7,55       | 138              | 17186      | 17540        |
| Longèves               | 1.061                    | 12,63      | 84               | 17208      | 17230        |
| Marans                 | 4.487                    | 82,49      | 54               | 17218      | 17230        |
| Nuaillé-d’Aunis        | 1.259                    | 16,47      | 76               | 17267      | 17540        |
| Saint-Cyr-du-Doret     | 683                      | 17,08      | 40               | 17322      | 17170        |
| Saint-Jean-de-Liversay | 3.050                    | 41,42      | 74               | 17349      | 17170        |
| Saint-Ouen-d’Aunis     | 2.133                    | 8,82       | 242              | 17376      | 17230        |
| Saint-Sauveur-d’Aunis  | 1.885                    | 19,66      | 96               | 17396      | 17540        |
| Taugon                 | 772                      | 15,70      | 49               | 17439      | 17170        |
| Villedoux              | 2.241                    | 15,84      | 141              | 17472      | 17230        |
| Kanton Marans          | 32.371                   | 440,48     | 73               | 1709       | –            |

Bis zur landesweiten Neuordnung der französischen Kantone im März 2015 gehörten zum Kanton Marans die sechs Gemeinden Andilly, Charron, Longèves, Marans, Saint-Ouen-d’Aunis und Villedoux. Sein Zuschnitt entsprach einer Fläche von 185,95 km2. Er besaß vor 2015 einen anderen INSEE-Code als heute, nämlich 1713.

## Politik
| Vertreter im Departementrat | Vertreter im Departementrat | Vertreter im Departementrat |
| Amtszeit                    | Namen                       | Partei                      |
| --------------------------- | --------------------------- | --------------------------- |
| 2011–2015                   | Patrick Blanchard           | DVD                         |
| 2015–                       | Karine Dupraz Denis Petit   | UG                          |